# Barém nos Jogos Olímpicos de Verão de 2008
O Barém competiu nos Jogos Olímpicos de Verão de 2008, em Pequim, na China.
O país enviou um total de onze competidores aos jogos. Entre seus representantes, estava Maryam Yusuf Jamal, a então atual campeã mundial na prova de 1.500 metros do atletismo. A única medalha obtida pela delegação foi na prova masculina com Rashid Ramzi. Entretanto, mais de um ano depois, o Comitê Olímpico Internacional desclassificou o atleta, por uso de doping.

## Desempenho

### Atletismo
Masculino
| Atletas             | Evento                | Preliminares | Preliminares | Semifinal | Semifinal | Final         | Final         |
| Atletas             | Evento                | Marca        | Posição      | Marca     | Posição   | Marca         | Posição       |
| ------------------- | --------------------- | ------------ | ------------ | --------- | --------- | ------------- | ------------- |
| Yusuf Saad Kamel    | 800 metros            | 1m46s94      | 21º          | 1m44s95   | 3º        | 1m44s95       | 5º            |
| Belal Mansoor Ali   | 800 metros            | 1m45s95      | 10º          | 1m46s37   | 13º       | Não avançou   | Não avançou   |
| Belal Mansoor Ali   | 1500 metros           | 3m36s84      | 19º          | 3m37s60   | 12º       | 3m35s23       | 7º            |
| Rashid Ramzi        | 1500 metros           | 3m32s89      | 1º           | 3m37s11   | 2º        | 3m32s94       | DSQ           |
| Rashid Ramzi        | 5000 metros           | Não largou   | Não largou   |           |           | Não avançou   | Não avançou   |
| Aadam Khamis        | 5000 metros           | 13m44s76     | 18º          |           |           | Não avançou   | Não avançou   |
| Hasan Mahboob       | 5000 metros           | Não largou   | Não largou   |           |           | Não avançou   | Não avançou   |
| Hasan Mahboob       | 10000 metros          |              |              |           |           | 27m55s14      | 18º           |
| Nasar Sakar Saeed   | Maratona              |              |              |           |           | 2h20 m24      | 37º           |
| Mustapha Al Riyadh  | Maratona              |              |              |           |           | Não completou | Não completou |
| Abdulhak Zakaria    | Maratona              |              |              |           |           | Não completou | Não completou |
| Tareq Mubarak Taher | 3000 m com obstáculos | 8m23s66      | 18º          |           |           | 8m21s59       | 11º           |

Feminino
| Atletas            | Evento      | Preliminares | Preliminares | Quartas | Quartas | Semifinal | Semifinal | Final       | Final       |
| Atletas            | Evento      | Marca        | Posição      | Marca   | Posição | Marca     | Posição   | Marca       | Posição     |
| ------------------ | ----------- | ------------ | ------------ | ------- | ------- | --------- | --------- | ----------- | ----------- |
| Rakia Al Gassra    | 200 metros  | 22s81        | 4º           | 22s76   | 6º      | 22s72     | 11º       | Não avançou | Não avançou |
| Maryam Yusuf Jamal | 1500 metros | 4m05s14      | 6º           |         |         |           |           | 4m02s71     | 5º          |
| Nadia Ejjafini     | Maratona    |              |              |         |         |           |           | Não largou  | Não largou  |

### Natação
Masculino
| Atleta(s)          | Evento     | Eliminatórias | Eliminatórias | Semifinal   | Semifinal   | Final       | Final       |
| Atleta(s)          | Evento     | Tempo         | Posição       | Tempo       | Posição     | Tempo       | Posição     |
| ------------------ | ---------- | ------------- | ------------- | ----------- | ----------- | ----------- | ----------- |
| Omar Yousef Jassim | 50 m livre | 24s65         | 64º           | Não avançou | Não avançou | Não avançou | Não avançou |

Feminino
| Atleta(s)        | Evento     | Eliminatórias | Eliminatórias | Semifinal   | Semifinal   | Final       | Final       |
| Atleta(s)        | Evento     | Tempo         | Posição       | Tempo       | Posição     | Tempo       | Posição     |
| ---------------- | ---------- | ------------- | ------------- | ----------- | ----------- | ----------- | ----------- |
| Sameera Al Bitar | 50 m livre | 30s32         | 74º           | Não avançou | Não avançou | Não avançou | Não avançou |

### Tiro
Masculino
| Atleta       | Evento                | Qualificação | Qualificação | Final       | Final       | Posição |
| Atleta       | Evento                | Placar       | Posição      | Placar      | Total       | Posição |
| ------------ | --------------------- | ------------ | ------------ | ----------- | ----------- | ------- |
| Salman Zaman | Carabina deitado 50 m | 588          | 37º          | Não avançou | Não avançou | 37º     |